# برياكينوماب
برياكينوماب هو جسم مضاد وحيد النسيلة طورته أبوت ليستخدم في علاج الصداف والتهاب المفاصل الروماتويدي وداء الأمعاء الالتهابي والتصلب اللويحي وداء كرون.
يشبه أوستكينوماب في تأثيره على إنترلوكن 12 و 23.